# هیلد لاور
هیلد لاور (انگلیسی: Hilde Lauer؛ زادهٔ ۲۴ march ۱۹۴۳ (۸۲ سال)) ورزشکار اهل رومانی است.
وی در مسابقات کشوری و بین‌المللی در مجموع برندهٔ ۱ مدال نقره، ۱ مدال برنز شده‌است.